# Pachymerium rioindianum
Pachymerium rioindianum är en mångfotingart som beskrevs av Matic, Negrea och Fundora Martinez 1977. Pachymerium rioindianum ingår i släktet Pachymerium och familjen storjordkrypare.
Artens utbredningsområde är Kuba. Inga underarter finns listade i Catalogue of Life.